# Мост на мира
Мостът на мира е международен мост, построен над река Ниагара за пешеходен и автомобилен транспорт между граничните градове Бъфало, щата Ню Йорк, САЩ и Форт Ери, провинция Онтарио, Канада.
Идеята за построяване на моста възниква към 1853 г., но поради огромните средства, необходими за това, както и проблеми от законодателен характер, тази идея не се осъществява тогава.
През 1873 г. е построен железопътен мост над река Ниагара, който обаче не обслужва автомобилния поток. През 1919 г. бизнесменът Алонсо Кларк Матър представя идеята да бъде построен мост, който да отразява сътрудничеството между САЩ и Канада, и влага голяма част от своите капитали за закупуване на частни земи за целите на строежа. Алонсо Матър умира през 1941 г. и в негова част паркът на Форт Ейри в близост до моста приема неговото име.
На 6 август 1925 г. е одобрен проект на мост, намиращ се на около километър от железопътния мост, като финансирането възлиза на 4,5 млн. долара. Церемонията по правенето на първата копка е проведена на 17 август същата година, а завършването е запланувано за пролетта на 1927 г.
Мостът представлява 5 арки над реката Ниагара и принадлежащия канал Блек Рок. Общата дължина на съоръжението е 1770 метра. То е изградено от 9000 тона стомана за основите и още 800 тона за подсилване.
На 13 март 1927 г. първата кола минава по моста. На 1 юли 1927 г. е отворен за обществено ползване. Официалната церемония по откриването в присъствието на вицепрезидента на САЩ Чарлз Дейвс, принца на Уелс и бъдещ британски крал Едуард VIII, принц Алберт и бъдещ британски крал Джордж VI, премиера на Канада Уилям Лайън Макензи Кинг, премиера на Великобритания Стенли Болдуин и др. е на 7 август 1927 г.
В средата на 1960-те години поради нарасналия трафик мостът е разширен.